# Eduard Steinheil
Eduard Wilhelm Steinheil (* 9. November 1830 in München; † 11. Oktober 1878 vor Saint Thomas) war deutscher Ingenieur und Entomologe. Er wurde als Ameisenforscher bekannt.

## Familie
Seine Eltern waren der Professor Carl August von Steinheil (1801–1870) und dessen Ehefrau Magaretha Amalie geb. Steinheil. Der Unternehmer Hugo Adolph Steinheil (1832–1891) war sein Bruder.

## Leben
Er besuchte die Elementar- und Lateinschule und dann die Gymnasialklasse des Polytechnikums in Carlsruhe. Wegen der Revolution von 1848 kehrte er nach München zurück, wo er im Herbst 1848 dann zur landwirtschaftlichen Schule in Schleißheim kam. Im Jahr 1851 machte er dort seinen Abschluss. Er war danach für ein Jahr auf der Hochschule in Ungarisch-Altenburg, wo er dem Professor von Pabst auffiel, welcher ihn nach einem Jahr an den Grafen Larisch nach Schlesien empfahl, um dort bei den Drainagen zu helfen. Der Graf muss zufrieden gewesen sein, denn er gab dem jungen Steinheil Urlaub und Mittel, um Brauwesen zu studieren. Bei seiner Rückkehr braute dieser in einem kleinen Brauhaus Bayrisches Bockbier, was den Grafen so sehr begeisterte, dass beschlossen wurde, eine Dampfbrauerei zu bauen. Der plötzliche Tod des Grafen beendeten alle Pläne, da dessen Erben kein Interesse daran hatten, die Zusagen des Grafen zu erfüllen. Steilheil kündigte und kehrte 1855 zu seinem Vater nach München zurück. Er arbeitete dort in der Firma seines Vaters, wo auch sein Bruder Adolf bereits seit 1853 arbeitete ("Optisch-astronomischen Anstalt C. A. Steinheil & Söhne").
1865 übernahmen die Brüder das Geschäft. Eduard hatte schon lange starkes Interesse an entomologischen Studien. Er war 1848 nach Südtirol gereist, 1852 nach Mehadia und nach Herkulesbad. Schon 1866 besuchte er Elba und 1869 Tunis, wo sein Interesse an der tropischen Flora erwachte. Als die Ärzte seiner durch eine Lungenentzündung in jungen Jahren einen Aufenthalt im wärmeren Klima empfahlen, beschloss er im Herbst 1872, nach Kolumbien zu reisen und den Winter auf einem Hochplateau zu verbringen.
Er sammelte viele Käfer, die er zurück nach Europa brachte, um sie auswerten zu können, woran sich dann auch andere Entomologen beteiligten.
Als im Oktober 1876 auf Anregung des Freiherren Edgar von Harold (1830–1886) der Entomologische Verein in München gegründet wurde, gehörte er zu dessen Gründungsmitgliedern. Nach der Versetzung Harold's nach Berlin wurde Steinheil Präsident des Vereins. Dieses blieb er bis zu seiner zweiten Kolumbien-Reise, zu der er am 22. September 1878 aufbrach. Am 10. Oktober machte das Schiff einen Zwischenstopp auf Saint Thomas. Noch während des Aufenthalts erkrankte Steinheil plötzlich an einem Fieber, woran er nach kurzer Zeit am 11. Oktober verstarb. Er wurde auf dem örtlichen Friedhof begraben.
Seine Sammlung kaufte der französische Entomologe René Oberthür.

## Werke
Herr Steinheil hat zahlreiche wissenschaftliche Berichte veröffentlicht, zudem auch:
- Petermann's Geographische Mittheilungen, 1876, Heft X
- Petermann's Geographische Mittheilungen, 1877, Hefte VI und VII

## Familie
Er heiratete 1863 Charlotte Johanna Müller, die Tochter des Universitäts-Bibliothekars in Erlangen. Das Paar hatte mehrere Kinder, darunter:
- Friedrich Karl (1864–1926), Dr. Med ⚭ N.N.
- Emma (1865–1946) ⚭ 1883 Auguste Forel (1848–1931)

| Personendaten    | Personendaten                                  |
| ---------------- | ---------------------------------------------- |
| NAME             | Steinheil, Eduard                              |
| ALTERNATIVNAMEN  | Steinheil, Eduard Wilhelm (vollständiger Name) |
| KURZBESCHREIBUNG | deutscher Ingenieur und Entomologe             |
| GEBURTSDATUM     | 9. November 1830                               |
| GEBURTSORT       | München                                        |
| STERBEDATUM      | 11. Oktober 1878                               |
| STERBEORT        | vor Saint Thomas                               |